# 二見宏志
二見 宏志（ふたみ ひろし、1992年3月20日 - ）は、奈良県奈良市（出生地は大阪府大阪市）出身の元プロサッカー選手。現役時代のポジションはディフェンダー。(左サイドバック)

## 来歴

### プロ入り前
小学校1年でサッカーを始め、セントラルFC奈良では全日本少年サッカー大会でベスト8。中学校時代は高田FCジュニアユースでプレーし、3年時に日本クラブユースサッカー選手権 (U-15)大会でベスト8。2007年、奈良育英高校へ進学。1年時からレギュラーを獲得し、同年の全国高校サッカー選手権に出場した。
高校卒業後、2010年に阪南大学へ進学。3年時、関西学生サッカーリーグ1部と総理大臣杯全日本大学サッカートーナメントの2冠を達成した。また、2年時から全日本大学選抜に選出され、2013年7月に行われた第27回夏季ユニバーシアードではユニバーシアード日本代表として出場し、銅メダル獲得に貢献した。
独特のリズムによるオーバーラップ、左足から放たれる正確なクロスや、日本人離れしたフィジカルが評価され、ドイツ・ブンデスリーガのハノーファー96が獲得に興味を示すなど、国内外を含め争奪戦が繰り広げられたが、2013年7月にベガルタ仙台への入団が内定。同年8月、特別指定選手として選手登録。リーグ戦1試合に出場した。

### ベガルタ仙台
仙台へ正式加入した2014年、シーズン初戦からスタメンに抜擢。ベガルタ仙台の新人開幕スタメンは、2005年のMF富田晋伍以来9年ぶり（J1ではクラブ史上初）。ロングスローや攻撃参加などでチャンスを演出した。4月19日のリーグ戦第8節鳥栖戦でプロA契約に必要な公式戦出場時間（450分）を達成し、A契約に変更。16節名古屋で、ヘディングによるプロ初ゴールを挙げた。10月に右ひざを負傷し、手術を行った。

### 清水エスパルス
2016年7月、清水エスパルスへ完全移籍で加入した。

### V・ファーレン長崎
2020年、V・ファーレン長崎へ完全移籍で加入した。

### FC今治
2023年、FC今治に完全移籍で加入した。
2025年1月26日、現役引退を発表。

## 人物・エピソード
- 2017年5月に入籍[15]。2020年2月に第一子の長男が誕生した[16]。
- Jリーグでも指折りのロングスローの名手として知られている。仙台時代、二見がロングスローの準備に入るとサポーターがスローインの仕草を交えてチャントを歌っていた[17]。また2019年7月6日に開催されたヴィッセル神戸戦では二見のロングスローからドウグラスの決勝ゴールを演出したが、この時の映像にスポンサーである和菓子メーカー「田子の月」の看板が映ったことから問い合わせが殺到、宣伝効果があったことから田子の月より二見に「田子の月もなか」1年分が後日贈呈された[18]。

## 所属クラブ
- 1998年 FORZA FC（奈良市立鼓阪北小学校）
- 1999年 - 2003年 セントラルFC奈良（奈良市立鼓阪北小学校）
- 2004年 - 2006年 高田FCジュニアユース（奈良市立若草中学校）
- 2007年 - 2009年 奈良育英高等学校
- 2010年 - 2013年 阪南大学
  - 2013年8月 - 同年12月 ベガルタ仙台（特別指定選手）
- 2014年 - 2016年7月  ベガルタ仙台
- 2016年7月 - 2019年  清水エスパルス
- 2020年 - 2022年  V・ファーレン長崎
- 2023年 -  FC今治

## 個人成績
| 国内大会個人成績 | 国内大会個人成績 | 国内大会個人成績 | 国内大会個人成績 | 国内大会個人成績 | 国内大会個人成績 | 国内大会個人成績 | 国内大会個人成績 | 国内大会個人成績 | 国内大会個人成績 | 国内大会個人成績 | 国内大会個人成績 |
| 年度             | クラブ           | 背番号           | リーグ           | リーグ戦         | リーグ戦         | リーグ杯         | リーグ杯         | オープン杯       | オープン杯       | 期間通算         | 期間通算         |
| 年度             | クラブ           | 背番号           | リーグ           | 出場             | 得点             | 出場             | 得点             | 出場             | 得点             | 出場             | 得点             |
| 日本             | 日本             | 日本             | 日本             | リーグ戦         | リーグ戦         | リーグ杯         | リーグ杯         | 天皇杯           | 天皇杯           | 期間通算         | 期間通算         |
| ---------------- | ---------------- | ---------------- | ---------------- | ---------------- | ---------------- | ---------------- | ---------------- | ---------------- | ---------------- | ---------------- | ---------------- |
| 2011             | 阪南大           | 3                | -                | -                | -                | -                | -                | 1                | 0                | 1                | 0                |
| 2013             | 仙台             | 34               | J1               | 1                | 0                | -                | -                | -                | -                | 1                | 0                |
| 2014             | 仙台             | 23               | J1               | 7                | 1                | 5                | 0                | 1                | 0                | 13               | 1                |
| 2015             | 仙台             | 23               | J1               | 13               | 0                | 4                | 0                | 2                | 1                | 19               | 1                |
| 2016             | 仙台             | 23               | J1               | 4                | 0                | 3                | 0                | -                | -                | 7                | 0                |
| 2016             | 清水             | 26               | J2               | 1                | 0                | -                | -                | 3                | 0                | 4                | 0                |
| 2017             | 清水             | 26               | J1               | 25               | 1                | 2                | 0                | 1                | 0                | 28               | 1                |
| 2018             | 清水             | 26               | J1               | 7                | 0                | 6                | 0                | 1                | 0                | 14               | 0                |
| 2019             | 清水             | 26               | J1               | 25               | 0                | 5                | 0                | 3                | 0                | 33               | 0                |
| 2020             | 長崎             | 26               | J2               | 35               | 0                | -                | -                | -                | -                | 35               | 0                |
| 2021             | 長崎             | 26               | J2               | 28               | 1                | -                | -                | 3                | 0                | 31               | 1                |
| 2022             | 長崎             | 26               | J2               | 33               | 0                | -                | -                | 1                | 0                | 34               | 0                |
| 2023             | 今治             | 26               | J3               | 14               | 0                | -                | -                | 1                | 0                | 15               | 0                |
| 2024             | 今治             | 26               | J3               | 8                | 0                |                  |                  |                  |                  |                  |                  |
| 通算             | 日本             | 日本             | J1               | 82               | 2                | 25               | 0                | 8                | 1                | 115              | 3                |
| 通算             | 日本             | 日本             | J2               | 97               | 1                | -                | -                | 7                | 0                | 104              | 1                |
| 通算             | 日本             | 日本             | J3               | 22               | 0                | -                | -                | 1                | 0                | 15               | 0                |
| 通算             | 日本             | 日本             | 他               | -                | -                | -                | -                | 1                | 0                | 1                | 0                |
| 総通算           | 総通算           | 総通算           | 総通算           | 201              | 3                | 25               | 0                | 17               | 1                | 235              | 4                |

- 2013年は特別指定選手
- Jリーグ初出場 - 2013年8月17日 J1第21節 vs柏レイソル（日立柏サッカー場）
- Jリーグ初得点 - 2014年7月23日 J1第16節 vs名古屋グランパス（ユアテックスタジアム仙台）

## タイトル

### クラブ
阪南大学
- 関西学生サッカーリーグ1部 (2010年、2012年)
- 関西学生サッカー選手権大会 (2011年)
- 総理大臣杯全日本大学サッカートーナメント (2012年)

### 個人
- 関西学生サッカーリーグ1部 優秀選手賞 (2012年、2013年)
- 関西学生サッカーリーグ1部 関西学生サッカー特別賞 (2013年)
- デンソーカップチャレンジサッカー ベストイレブン (2012年)

## 代表歴
- ユニバーシアード日本代表
  - 第27回夏季ユニバーシアード